# Pes
|  | Per a altres significats, vegeu «pes (unitat de longitud)». |

En física, el pes és una mesura de la força amb la qual la Terra atreu qualsevol objecte en la direcció de la vertical, a causa de la gravetat. Per exemple, un objecte amb una massa d'un quilogram té un pes d'uns 9,8 newtons a la superfície de la Terra, i aproximadament una sisena part a la Lluna. Tot i que el pes i la massa són quantitats científicament diferents, sovint es confonen els termes entre si en l'ús quotidià (és a dir, comparar i convertir la força de pes en lliures en massa en quilograms i viceversa). El pes es mesura amb un dinamòmetre (Newtons). A prop de la superfície terrestre és aproximadament constant, això significa que el pes d'un objecte és més o menys equivalent a la seva massa.
Segons la llei fonamental de la dinàmica, descoberta per Isaac Newton:
{\displaystyle F=m\cdot a}
On {\displaystyle F} és la força, {\displaystyle m} és la massa i {\displaystyle a} és l'acceleració.
En el cas del pes, substituint {\displaystyle a} per {\displaystyle g}, l'acceleració de la gravetat a la superfície de la terra, podem escriure:
{\displaystyle F=m\cdot g}

Actualment es considera que el pes és una magnitud vectorial, mentre la massa és una magnitud escalar, definida per un nombre i per la seva "dimensió física". El pes, per tant, es defineix per la intensitat i la direcció de la força, en aquest cas la vertical, amb origen a la partícula sotmesa a l'acceleració de la gravetat. En el cas dels sòlids es pot considerar com a punt on actua la força el centre de massa.

## Història

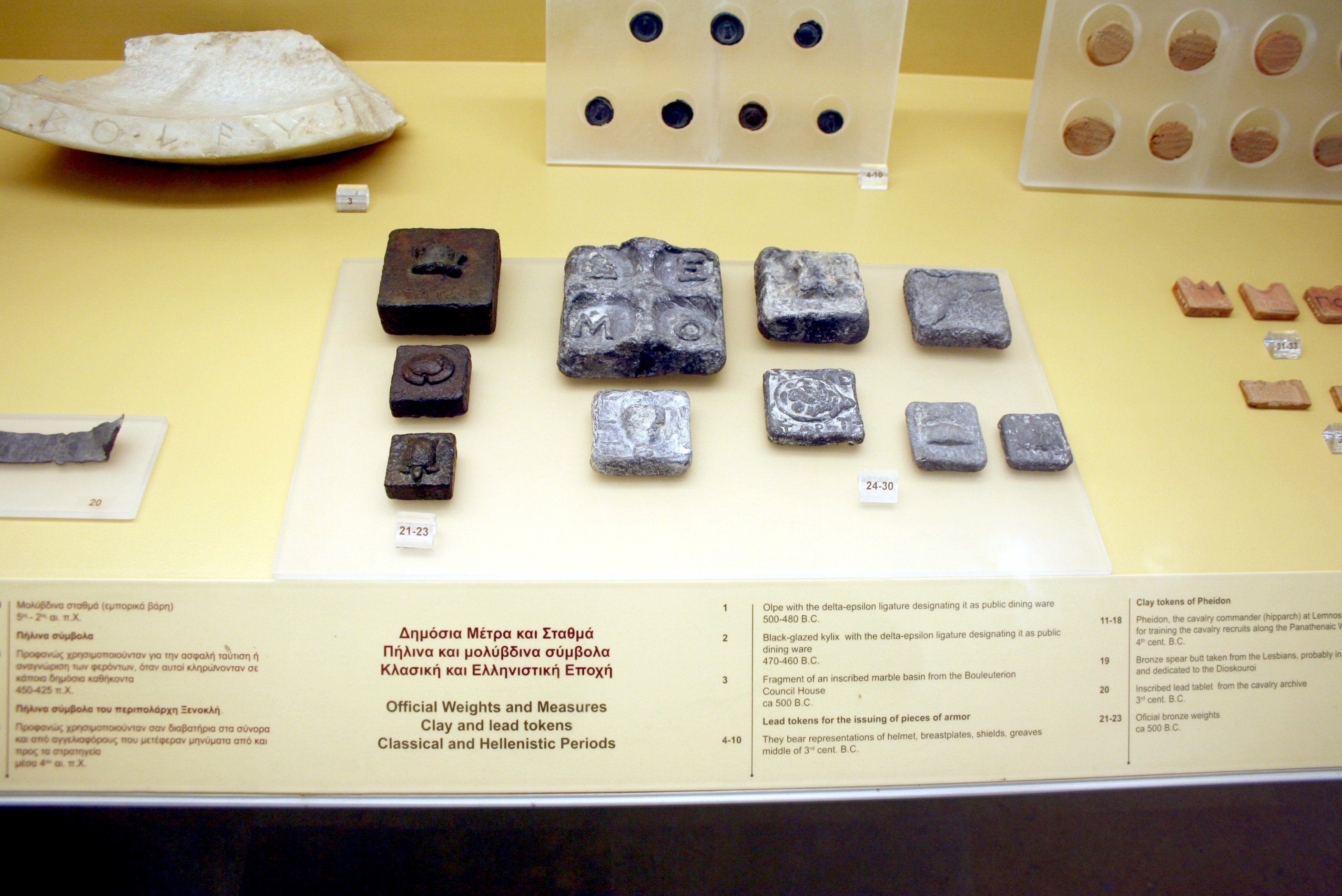
Peses de bronze oficials de l'Antiga Grècia que daten d'al voltant del segle VI a. C., exhibides al Museu de l'Àgora a Atenes, allotjat a l'Estoa d'Àtal.

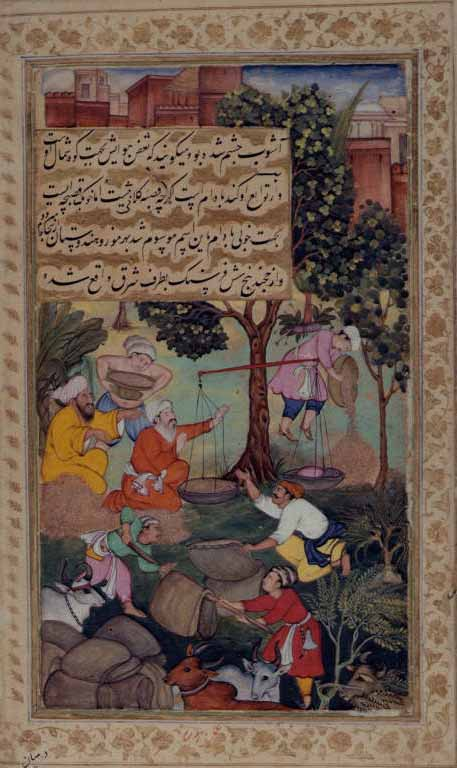
Pesant gra, del Babur-namah.

La discussió dels conceptes de pesadesa (pes) i lleugeresa (levetat) es remunta a la filosofia grega antiga. Això va ser vist típicament com a propietats inherents dels objectes. Plató va descriure el pes com la tendència natural dels objectes a buscar els seus parents. Per a Aristòtil, el pes i la lleugeresa representaven la tendència a restaurar l'ordre natural dels elements bàsics: aire, terra, foc i aigua. Va atribuir pes absolut a la terra i lleugeresa absoluta al foc. Arquimedes va veure el pes com una qualitat oposada a la flotabilitat, amb el conflicte entre els dos determinant si un objecte s'enfonsa o flota. La primera definició operativa de pes va ser donada per Euclides, qui va definir el pes com: "la pesadesa o lleugeresa d'una cosa, comparada amb una altra, mesurada per una balança". Tot i això, els balanços operatius (en lloc de les definicions) havien existit per molt més temps.
Segons Aristòtil, el pes era la causa directa del moviment de caiguda d'un objecte; se suposava que la velocitat de l'objecte que queia era directament proporcional al pes de l'objecte. Quan els erudits medievals van descobrir que, a la pràctica, la velocitat d'un objecte que queia augmentava amb el temps, això va provocar un canvi en el concepte de pes per mantenir aquesta relació causa-efecte. El pes es va dividir en un "pes fix" o pondus, que va romandre constant, i la gravetat real o gravitas, que va canviar quan l'objecte va caure. El concepte de gravitas finalment va ser reemplaçada per l'ímpetu de Jean Buridan, un precursor de momentum.
El sorgiment de la visió copernicana del món va conduir al ressorgiment de la idea platònica que els objectes similars s'atreuen però en el context dels cossos celestes. Al segle xvii, Galileo va fer avenços significatius en el concepte de pes. Va proposar una manera de mesurar la diferència entre el pes d'un objecte en moviment i un objecte en repòs. En darrer terme, va concloure que el pes era proporcional a la quantitat de matèria d'un objecte, no a la velocitat del moviment com suposava la visió aristotèlica de la física.

### Newton
La introducció de les lleis de moviment de Newton i el desenvolupament de la llei de Newton de la gravitació universal van portar a un desenvolupament considerable del concepte de pes. El pes es va tornar fonamentalment separat de la massa. La massa es va identificar com una propietat fonamental dels objectes connectats a la seva inèrcia, mentre que el pes es va identificar amb la força de la gravetat sobre un objecte i, per tant, depèn del context de l'objecte. En particular, Newton va considerar que el pes és relatiu a un altre objecte que causa l'atracció gravitatòria, p.ex. el pes de la Terra cap al Sol.
Newton considerava que el temps i l'espai eren absoluts. Això li va permetre considerar conceptes com a posició veritable i velocitat veritable. Newton també va reconèixer que el pes mesurat per l'acció de pesar es veu afectat per factors ambientals com ara la flotabilitat. Va considerar que es tractava d'un pes fals induït per condicions de mesura imperfectes, per la qual cosa va introduir el terme "pes aparent" en comparació del "pes real" definit per la gravetat.
Encara que la física newtoniana va fer una clara distinció entre pes i massa, el terme pes va seguir usant-se comunament quan la gent es referia a massa. Això va portar a la tercera Conferència General de Pesos i Mesures (CGPM) de 1901 a declarar oficialment "La paraula pes denota una quantitat de la mateixa naturalesa que una força: el pes d'un cos és el producte de la seva massa i l'acceleració de la gravetat", distingint-la així de la massa per a l'ús oficial.

### Relativitat
En el segle xx, els conceptes newtonians de temps i espai absoluts van ser desafiats per la relativitat. El principi d'equivalència d'Einstein va posar tots els observadors, movent-se o accelerant, en el mateix pla. Això va conduir a una ambigüitat quant a què s'entén exactament per la força de la gravetat i el pes. Una bàscula en un ascensor en acceleració no es pot distingir d'una bàscula en un camp gravitatori. La força gravitatòria i el pes es van convertir així en quantitats essencialment dependents del marc. Això va provocar l'abandó del concepte com a superflu en les ciències fonamentals com la física i la química. Tot i això, el concepte va continuar sent important en l'ensenyament de la física. Les ambigüitats introduïdes per la relativitat van portar, a partir de la dècada de 1960, a un debat considerable a la comunitat docent sobre com definir el pes per als seus alumnes, escollint entre una definició nominal de pes com la força deguda a la gravetat o una definició operativa definida per l'acte de pes.

## Pes i massa
Al comerç i a altres aplicacions de la nostra vida diària, el terme pes té el mateix significat que massa. En canvi, en el món científic actual ambdós termes corresponen a conceptes diferents: la massa és una propietat intrínseca de la matèria, mentre que el pes és una força que resulta de l'acció de la gravetat sobre la matèria, és una mesura de la intensitat amb què la gravetat tira de la matèria.
Tanmateix, el reconeixement de la diferència entre els dos conceptes és un fet relativament recent i en moltes situacions de la vida diària es continua utilitzant pes quan s'hauria de dir massa. Per exemple, diem que un objecte pesa un quilogram, però el quilogram és una unitat de massa.
La diferenciació entre pes i massa no és important per a moltes situacions pràctiques perquè la força de la gravetat és molt similar arreu de la superfície de la Terra. En un camp gravitacional constant com aquest la força exercida sobre un objecte (el seu pes) és directament proporcional a la seva massa. Per tant, si el pes d'un objecte A és 10 vegades més gran que el d'un objecte B, llavors la massa de l'objecte A també serà 10 vegades més gran que la de l'objecte B. Això implica que la massa d'un objecte pot ser mesurada de manera indirecta a través del seu pes. Per exemple, quan comprem una bossa de sucre podem mesurar el seu pes la intensitat amb la qual pressiona la balança però és una bona indicació de la quantitat de sucre que hi ha, la quantitat que hi ha a la bossa.
Tanmateix, el camp gravitacional de la Terra pot variar fins a un 0,5% segons la localització; aquestes variacions modifiquen la relació entre pes i massa i poden ser tingudes en consideració en les mesures de precisió del pes que són destinades a mesurar de manera indirecta la massa. Per eliminar aquesta variació, en el cas del pes dels objectes utilitzat al comerç, es pren el valor que pesarien a una acceleració estàndard de la gravetat de 9,80665 m/s². Les balances que mesuren el pes local poden ser calibrades per la localització a la qual seran utilitzades per tal que mostrin el pes estàndard, per tal de seguir la normativa legal del comerç.
La utilització de pes quan es vol dir massa també persisteix encara en alguna terminologia científica, per exemple en química encara és relativament habitual parlar de pes atòmic o pes molecular quan s'està parlant de massa atòmica i massa molecular.
La diferència entre massa i força pot ser important quan:
- Els objectes són comparats en camps gravitacionals diferents, com per exemple fora de la superfície terrestre. A la superfície de la Lluna la gravetat és només una sisena part de la que hi ha a la Terra. Un quilogram de massa ho és tant a la Terra com a la Lluna, en tant que la massa és una propietat intrínseca de la matèria, però la força que l'objecte exerceix cap a baix deguda a la gravetat és la sisena part de la que exerciria a la Terra.
- Es localitza el centre de gravetat d'un objecte, malgrat que si el camp gravitacional és uniforme, el centre de gravetat coincidirà amb el centre de massa.
- Quan un objecte és submergit a un fluid, un objecte submergit en aigua pesa menys i un globus d'heli a l'atmosfera sembla que tingui un pes negatiu.

## Unitats de pes

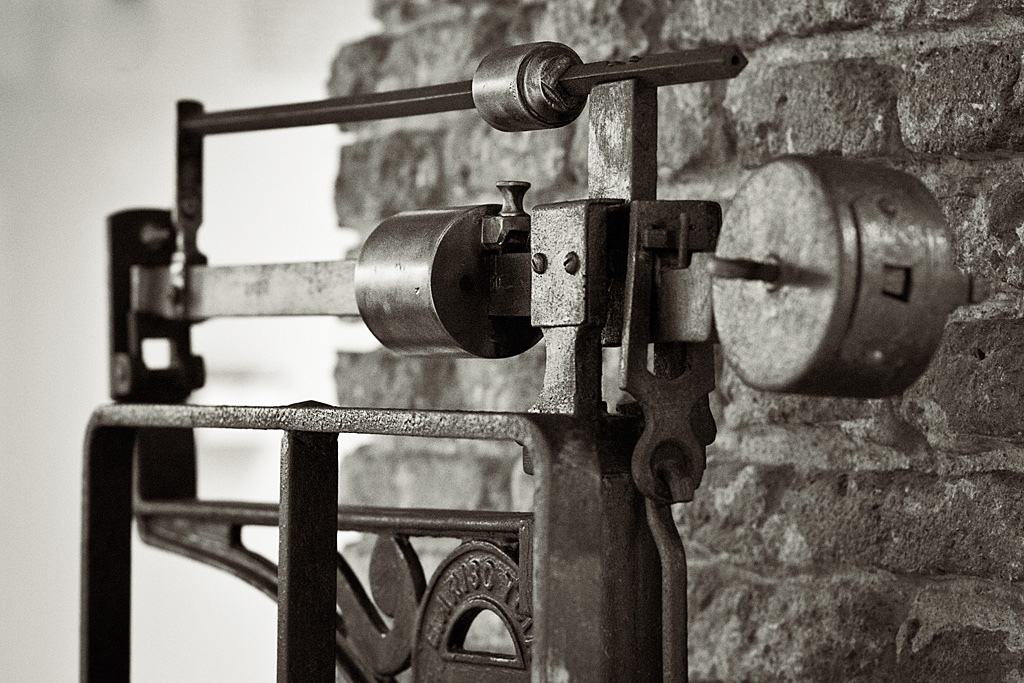
Bascula Antiga

Com el pes és una força, es mesura en unitats de força. No obstant això, les unitats de pes i massa tenen una llarga història compartida, en part perquè la seva diferència no va ser ben entesa quan aquestes unitats van començar a utilitzar-se.
Sistema Internacional d'Unitats
Aquest sistema és el prioritari o únic legal en la major part de les nacions (excloses Birmània i els Estats Units), pel que en les publicacions científiques, en els projectes tècnics, en les especificacions de màquines, etc., les magnituds físiques és s'expressen en unitats del Sistema Internacional d'unitats (SI). Així, el pes s'expressa en unitats de força de l'SI, això és, en newtons (N):
- {\displaystyle 1N=1kg\cdot {1m/s}^{2}}

Sistema Tècnic d'Unitats
En el Sistema Tècnic d'Unitats, el pes es mesura en quilogram-força (kgf) o quilopond (kp), definit com la força exercida sobre un quilogram de massa per l'acceleració en caiguda lliure {\displaystyle (g=9,80665{m/s}^{2})}
- 1 kgf = 9,80665 N = 9,80665 kg·m/s²

Altres sistemes
També se sol indicar el pes en unitats de força d'altres sistemes, com la dina, la lliura-força, l'unça-força, etcètera.
La dina és la unitat CGS de força i no forma part de l'SI. Algunes unitats angleses, com la lliura, poden ser de força o de massa. Les unitats relacionades, com el slug, formen part de subsistemes d'unitats.

## Comparació del pes en el sistema solar[calcitació]
Aquesta llista descriu el pes d'un cos de «massa unitat» en la superfície d'alguns cossos del Sistema Solar, comparant-ho amb el seu pes a la Terra:
| Cos celeste | Pes relatiu | g (m/s²)               |
| Sol         | 27,90       | 274,1                  |
| Mercuri     | 0,377       | 3,703                  |
| Venus       | 0,907       | 8,872                  |
| Terra       | 1           | {\displaystyle 9,8226} |
| Lluna       | 0,165       | 1,625                  |
| Mart        | 0,377       | 3,728                  |
| Júpiter     | 2,364       | 25,93                  |
| Saturn      | 0,921       | 9,05                   |
| Urà         | 0,889       | 9,01                   |
| Neptú       | 1,125       | 11,28                  |

## Com canvia el pes
El valor de {\displaystyle g} pot canviar segons la latitud, segons l'altura, segons les masses circumdants i per altres factors.
Com que la Terra volta entorn d'ell mateix, els objectes situats a la superfície de la Terra tenen un pes inferior a latituds baixes, a prop de l'equador, a causa de l'acceleració centrífuga produïda per la rotació de la Terra.
L'acceleració de la gravitació també pot canviar amb l'altura, i segons les masses que envolten el lloc on és mida aquesta magnitud.

## El pes i el seu ensenyament
Els conceptes newtonians de la gravetat van ser qüestionats per la Teoria de la relativitat al segle xx. El principi d'equivalència d'Einstein situa tots els observadors en el mateix pla. Això va conduir a una ambigüitat quant a què és exactament allò que s'entén per “força de la gravetat” i, en conseqüència, el “pes”. Les ambigüitats introduïdes per la relativitat van conduir, a partir de la dècada de 1960, a un ampli debat a la comunitat educativa sobre com definir el pes als seus alumnes. L'elecció va ser una definició newtoniana de pes com la força d'un objecte en repòs a terra a causa de la gravetat, o una definició operacional definida per l'acte de pesatge. En la definició operacional, el pes es converteix en zero, en condicions d'ingravidesa com a l'òrbita de la Terra o la caiguda lliure al buit. En aquestes situacions, la visió newtoniana és que segueix existint una força a causa de la gravetat que no es mesura (causant així un pes aparent de zero), mentre que la vista einsteiniana és que mai no existeix una força mesurable a causa de la gravetat (fins i tot en el sòl), sinó que, en caiguda lliure, cap força no es pot mesurar pel fet que el sòl no exerceix la força mecànica que ordinàriament es va observar com a “pes”.